# جون بومونت وليامز
جون بومونت وليامز (بالإنجليزية: John Beaumont Williams)‏ هو عالم نبات أسترالي، ولد في 12 فبراير 1932 في سيدني في أستراليا، وتوفي في 31 يوليو 2005 في آرمدال في أستراليا.